# Francisco Barrios
Francisco Barrios Azzini (19 febbraio 2002) è un calciatore uruguaiano, centrocampista dell'Atl. Goianiense in prestito dallo Defensor Sporting.

## Carriera
Cresciuto nel settore giovanile dello Defensor Sporting, ha esordito in prima squadra il 3 giugno 2021 disputando l'incontro di Segunda División vinto 2-1 contro il Rocha. L'anno seguente ha invece esordito in prima divisione.

## Statistiche

### Presenze e reti nei club
Statistiche aggiornate al 2 giugno 2022.
| Stagione        | Squadra           | Campionato      | Campionato | Campionato | Coppe nazionali | Coppe nazionali | Coppe nazionali | Coppe continentali | Coppe continentali | Coppe continentali | Altre coppe | Altre coppe | Altre coppe | Totale | Totale |
| Stagione        | Squadra           | Comp            | Pres       | Reti       | Comp            | Pres            | Reti            | Comp               | Pres               | Reti               | Comp        | Pres        | Reti        | Pres   | Reti   |
| --------------- | ----------------- | --------------- | ---------- | ---------- | --------------- | --------------- | --------------- | ------------------ | ------------------ | ------------------ | ----------- | ----------- | ----------- | ------ | ------ |
| 2021            | Defensor Sporting | SD              | 22         | 1          |                 | -               | -               |                    | -                  | -                  |             | -           | -           | 22     | 1      |
| 2022            | Defensor Sporting | PD              | 9          | 1          |                 | -               | -               |                    | -                  | -                  |             | -           | -           | 9      | 1      |
| Totale carriera | Totale carriera   | Totale carriera | 31         | 2          |                 | -               | -               |                    | -                  | -                  |             | -           | -           | 31     | 2      |

## Palmarès

### Club

#### Competizioni nazionali
- Copa Uruguay: 2

Defensor Sporting: 2022, 2024